# Ентони Џошуа
Ентони Олувафеми Оласени Џошуа (енгл. Anthony Oluwafemi Olaseni Joshua; Вотфорд, 15. октобар 1989) британски је професионални боксер.  Као аматер, представљао је Велику Британију на Олимпијским играма 2012, где је освојио златну медаљу у супер-тешкој категорији; он је такође представљао Енглеску на светском шампионату 2011, где је освојио сребро.
Маја 2017, Џошуа је рангиран као светски најбољи боксер у тешкој категорији, од стране Transnational Boxing Rankings Board и BoxRec. Такође, о његовој успешности говори и то да је 88% борби освојено нокаутом.
У септембру 2021. у Лондону на стадиону Тотенхема, судијском одлуком је изгубио меч против Олександра Усика, као и реванш у Саудијској Арабији Августа 2022. и од тада више није носилац шампионских појасева.
Ентони Џошуа до сада има 32. професионалнe борбe, 28 победа и 4 пораза.